# Chen Chin-Long
Chen Chin-Long (né le 1er avril 1953) est un athlète taïwanais, spécialiste du saut en longueur.

## Biographie
Il remporte la médaille d'or du saut en longueur lors des championnats d'Asie 1973, à Manille, avec la marque de 7,82 m (venté). 

### Palmarès
| Date | Compétition         | Lieu    | Résultat | Épreuve          | Performance |
| ---- | ------------------- | ------- | -------- | ---------------- | ----------- |
| 1973 | Championnats d'Asie | Manille | 1er      | Saut en longueur | 7,82 m      |
| 1975 | Championnats d'Asie | Séoul   | 3e       | Triple saut      | 15,82 m     |

### Records
| Épreuve          | Performance | Lieu | Date |
| ---------------- | ----------- | ---- | ---- |
| Saut en longueur | 7,72 m      |      | 1977 |